# 士氣

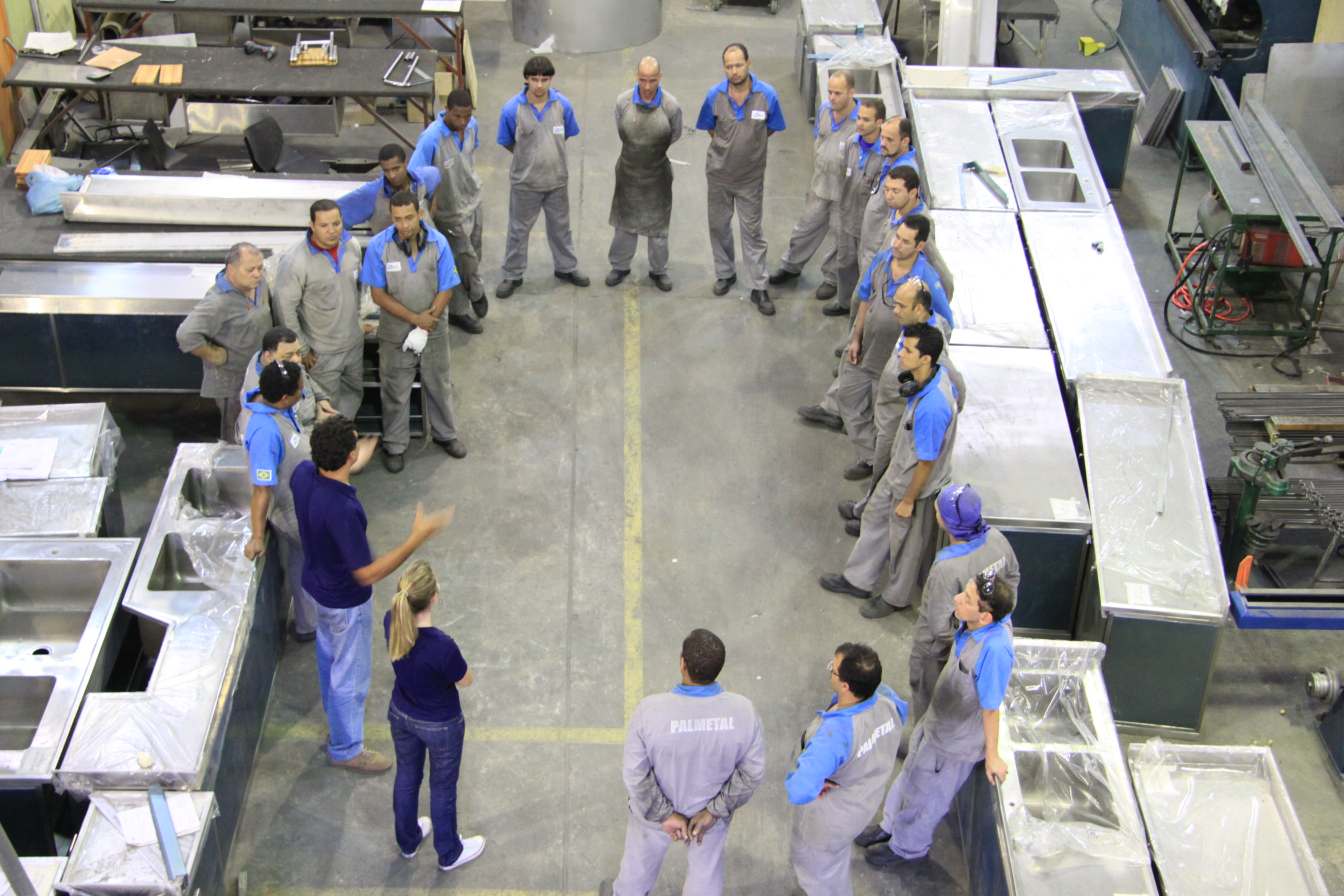
管理層與工廠雇員的培訓會議，培訓是凝聚雇員士氣的其中一個良方。

士氣也稱為團隊精神，是指一個團隊的工作氣勢和氛圍，它用來描述個體或群體在維護共同信仰和目標時，表現出來的努力、鬥志和效率。團隊精神一詞適用於軍隊或團隊運動的成員，也適用於商業或任何其他組織方面，特別是在壓力和爭議下所展現出來的氣勢。我們可以通過個人在履行義務時，所表現的意志、服從和自律等價值觀來判斷士氣，更準確的話，則是個人在集體利益下所展示的信念、心態和動機。
組織成員之間的和諧，會對士氣造成影響。辦公室政治等與內鬥相關的現象，被認為是打擊一個團隊士氣的重要因素。

## 軍事意義

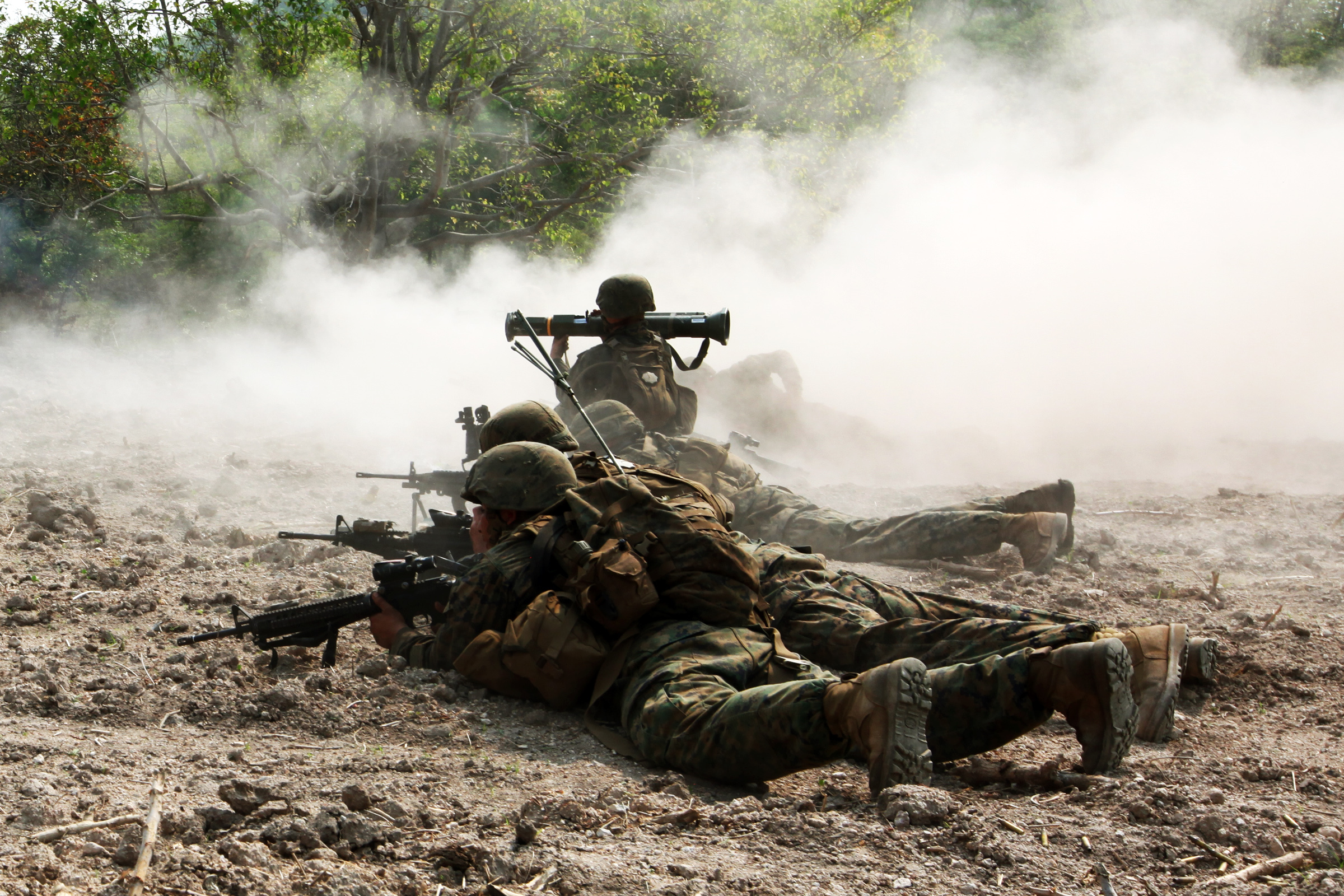
部队拥有高昂的士气是战胜敌军的重要因素之一

士氣在軍事學中有雙重意義，其一是軍士的作戰士氣，其二是部隊的整體團結和凝聚力。一支部隊如果擁有良好的設備、健全的補給線、空中掩護和明確目標，同時指揮官以身作則的話，整體而言，就會凝聚良好或高昂的士氣。
從歷史上來看，精英軍事單位如特種部隊之所以士氣高昂的原因，是因為他們的軍紀嚴明，對所在部隊的設施和培訓感到自豪。當一支部隊的軍容散漫，士氣相對低迷的時候，即使勉強作戰，也意味著它已經接近分裂和陣敗的地步，甚至是不戰而敗，可以導致讓對手不費一兵一卒而取勝，晚清海軍在「甲午戰爭」的作戰即是例子。值得注意的是，通常指揮官並不注重軍士的個人意志，而是部隊的整體作戰精神。

## 競爭意義
在競技運動方面，體能和技術對運動員的成敗固然重要，但強大的意志力和高昂的士氣也是不可或缺。而在團隊運動方面，如何凝聚和提昇隊員們的士氣，就是決定成敗的重要關鍵。如果運動員發生運動傷害的話，不僅影響運動員的體能和技術，也對個人的生活和心理造成負面壓力，同時還會打擊團隊的整體實力和士氣。

## 宣傳意義
心理戰和信息戰是現代戰爭及政治鬥爭采取的主要手段，政府和反對黨通過政治宣傳的方法，在一定的程度上增加或減少民眾的士氣。政客、宗教團體和利益團體透過心理宣傳手法，影響民眾的觀點和情緒，從而打擊對手的士氣，來達到自己的目的。戰場上的士氣低迷一旦傳染的話，就會造成全軍的士氣崩潰，最終導致敗北的結局，「四面楚歌」就是代表例子。相反，如果能够激起我方鬥志，並且打擊對手士氣的話，就能達到反敗為勝的效果，例如「背水一戰」的戰略技術。

## 商業意義
在職場上，管理層的決策往往可以負面地影響雇員的士氣，例如裁員、削減加班費、取消員工福利、缺乏工會代表等。其他會負面地影響職場雇員士氣的還有辦公室政治、病態樓宇綜合症、低工資、雇員虐待等。據一項統計，英國37%的員工認為辦公室政治是造成工作壓力的原因之一，且是所有造成工作壓力的原因中最多人認可的原因。其他一些說法也指出辦公室政治會導致職業倦怠。

## 另見
- 集體認同
- 團隊合作
- 團體行動
- 誓師大會
- 戰鬥專注
- 辦公室政治─打擊組織成員士氣的其中一個重要原因